# Komyshivka
Komyshivka  (ucraniano: Комишівка) es una localidad del Raión de Izmail en el Óblast de Odesa de Ucrania. Según el censo de 2001, tiene una población de 3491 habitantes.